# Mateus Uribe
Andrés Mateus Uribe Villa (Medellín, 21 de março de 1991) é um futebolista colombiano que joga no meio-campo. Atualmente, joga pelo Atlético Nacional.

## Carreira
Em 2017 quando foi contratado pelo Club América do México tornou-se a grande estrela do clube mexicano.
Dia 5 de Agosto de 2019 assinou um contrato com o FC Porto onde chegou ao seu ponto mais alto da carreira.
Foi convocado para defender a Seleção Colombiana de Futebol na Copa do Mundo de 2018.

## Títulos
Atlético Nacional
- Copa Colômbia: 2016
- Copa Libertadores da América: 2016
- Categoría Primera A: Apertura 2017
- Recopa Sul-Americana: 2017

América
- Liga MX: Apertura 2018
- Copa MX: Clausura 2019
- Campeón de Campeones: 2019

Porto
- Campeonato Português: 2019–20, 2021–22
- Taça de Portugal: 2019–20, 2021–22, 2022–23
- Supertaça Cândido de Oliveira: 2020, 2022
- Taça da Liga: 2022-23